# 恩里克·索拉
恩里克·索拉（西班牙語：Enrique Sola；1986年2月25日—）是一位西班牙足球運動員。在場上的位置是前鋒。他是在2013年轉會毕尔巴鄂的，之前他曾經效力於奥萨苏纳。